# Acrotona basipennoides
Acrotona basipennoides – gatunek chrząszcza z rodziny kusakowatych i podrodziny rydzenic.
Gatunek ten opisał po raz pierwszy w 2012 roku Roberto Pace. Jako lokalizację typową wskazano Las Kakamega w Kenii. Epitet gatunkowy nawiązuje do podobnej A. basipennis.
Chrząszcz o błyszczącym, wydłużonym ciele długości 2,2 mm. Brązowa, bardzo powierzchownie siateczkowana, gęsto i delikatnie punktowana głowa ma oczy nieco dłuższe od skroni. Czułki mają człon pierwszy żółtawoczerwony, człon drugi krótszy od poprzedniego i również żółtawoczerwony, człon trzeci dłuższy od poprzedniego i brązowy z żółtawoczerwoną nasadą, człon czwarty brązowy i tak długi jak szeroki, człony od piątego do siódmego brązowe i dłuższe niż szerokie, a człony od ósmego do dziesiątego brązowe i tak długie jak szerokie. Przedplecze jest rudobrązowe, bardzo powierzchownie siateczkowane, delikatnie i gęsto ziarenkowane, w tylnej części z pośrodkowym dołeczkiem. Pokrywy są brązowe, wyraźniej od przedplecza siateczkowane i ziarenkowane. Barwa odnóży jest żółtawoczerwona. Odwłok jest brązowy z rudobrązową nasadą, drobno i gęsto ziarenkowany oraz wyraźnie, mocno poprzecznie siateczkowany. Edeagus przypomina ten u A. basipennis różniąc się jednak obecnością pęczka wewnętrznych kolców.
Owad afrotropikalny, znany wyłącznie z Lasu Kakamega w Kenii.